# شوراب جهان
شوراب جَهان یا شوراب سُفلی روستایی است در استان خراسان رضوی ایران.

## جمعیت
این روستا در دهستان بالاجام بخش نصرآباد شهرستان تربت جام واقع شده و بر اساس سرشماری سال ۱۳۸۵ جمعیت آن ۸۳ نفر (۱۶ خانوار)
بوده است.
.

## منبع
درگاه ملی آمار